# George Tupou V
George Tupou V (fullständigt namn på tonganska: Siaosi Tāufaʻāhau Manumataongo Tukuʻaho Tupou V), född 4 maj 1948 på Tongatapu, död 18 mars 2012 i Hongkong, var Tongas regerande kung från 2006 till sin död 2012. Han tillhörde Tupoudynastin och efterträdde sin far Taufa'ahau Tupou IV den 11 september 2006, dagen efter dennes död. Den 29 juli 2008 avskaffade George Tupou V den absoluta monarkin i landet och lämnade ifrån sig merparten av sina befogenheter till premiärministern, vilket gjorde Tonga till en konstitutionell monarki.